# Glycymeris rotunda
Glycymeris rotunda is een tweekleppigensoort uit de familie van de Glycymerididae. De wetenschappelijke naam van de soort is voor het eerst geldig gepubliceerd in 1882 door Dunker.